# Omladinski Fudbalski Klub Bor
L'Omladinski Fudbalski Klub Bor (en serbi: омладински Фудбалски клуб Бор) és un club de futbol serbi de la ciutat de Bor.

## Història
El club va ser fundat el 1919, com una societat franco-sèrbia anomenada Assotiation Sportive Bor. Al començament de la Segona Guerra Mundial adoptà el nom BSK Bor. El 1946 es fusionà amb Bor FK esdevenint Radnički Bor i a continuació RFK Bor. El 1974 esdevingué FK Bor. La temporada 1967-68 fou finalista de la copa iugoslava.

## Palmarès
- Segona divisió iugoslava de futbol: 
  - 1967-68, 1971-72

- Tercera divisió sèrbia de futbol: 
  - 1962-63, 1979-80, 1989-90, 1995-96